# Longchamps (Eure)
Longchamps és un municipi francès situat al departament de l'Eure i a la regió de Normandia. L'any 2007 tenia 554 habitants.

## Demografia

### Població
El 2007 la població de fet de Longchamps era de 554 persones. Hi havia 201 famílies de les quals 45 eren unipersonals (26 homes vivint sols i 19 dones vivint soles), 52 parelles sense fills, 93 parelles amb fills i 11 famílies monoparentals amb fills.
La població ha evolucionat segons el següent gràfic:
Habitants censats

### Habitatges
El 2007 hi havia 248 habitatges, 203 eren l'habitatge principal de la família, 32 eren segones residències i 14 estaven desocupats. 246 eren cases i 2 eren apartaments. Dels 203 habitatges principals, 162 estaven ocupats pels seus propietaris, 38 estaven llogats i ocupats pels llogaters i 3 estaven cedits a títol gratuït; 1 tenia una cambra, 11 en tenien dues, 31 en tenien tres, 67 en tenien quatre i 94 en tenien cinc o més. 157 habitatges disposaven pel capbaix d'una plaça de pàrquing. A 76 habitatges hi havia un automòbil i a 117 n'hi havia dos o més.

### Piràmide de població
La piràmide de població per edats i sexe el 2009 era:
| Homes | Edats   | Dones |
| ----- | ------- | ----- |
| 0     | 95 o +  | 4     |
| 0     | 90 a 94 | 4     |
| 0     | 85 a 89 | 4     |
| 4     | 80 a 84 | 0     |
| 16    | 75 a 79 | 8     |
| 12    | 70 a 74 | 16    |
| 4     | 65 a 69 | 4     |
| 12    | 60 a 64 | 8     |
| 8     | 55 a 59 | 8     |
| 16    | 50 a 54 | 28    |
| 16    | 45 a 49 | 20    |
| 44    | 40 a 44 | 32    |
| 8     | 35 a 39 | 20    |
| 8     | 30 a 34 | 4     |
| 16    | 25 a 29 | 12    |
| 12    | 20 a 24 | 16    |
| 16    | 15 a 19 | 16    |
| 24    | 10 a 14 | 24    |
| 4     | 5 a 9   | 36    |
| 8     | 0 a 4   | 0     |

## Economia
El 2007 la població en edat de treballar era de 376 persones, 274 eren actives i 102 eren inactives. De les 274 persones actives 246 estaven ocupades (140 homes i 106 dones) i 28 estaven aturades (11 homes i 17 dones). De les 102 persones inactives 34 estaven jubilades, 23 estaven estudiant i 45 estaven classificades com a «altres inactius».

### Ingressos
El 2009 a Longchamps hi havia 220 unitats fiscals que integraven 603,5 persones, la mediana anual d'ingressos fiscals per persona era de 17.184 €.

### Activitats econòmiques
Dels 13 establiments que hi havia el 2007, 1 era d'una empresa de fabricació d'altres productes industrials, 5 d'empreses de construcció, 3 d'empreses de comerç i reparació d'automòbils, 1 d'una empresa d'informació i comunicació, 1 d'una empresa financera i 2 d'empreses de serveis.
Dels 6 establiments de servei als particulars que hi havia el 2009, 1 era un taller de reparació d'automòbils i de material agrícola, 1 paleta, 1 fusteria, 1 lampisteria i 2 electricistes.
L'any 2000 a Longchamps hi havia 10 explotacions agrícoles.

## Equipaments sanitaris i escolars
El 2009 hi havia una escola elemental integrada dins d'un grup escolar amb les comunes properes formant una escola dispersa.

## Poblacions més properes
El següent diagrama mostra les poblacions més properes.